# 17-я кавалерийская дивизия 12-й армии
17-я кавалерийская дивизия 12-й армии — соединение кавалерии РККА, созданное во время Гражданской войны в России 1918—1920 годов. Являлось манёвренным средством в руках фронтового и армейского командования для решения оперативных и тактических задач.

## Командный состав 17-й кавалерийской дивизии12-й армии
17-я кавалерийская дивизия 12-й армии

### Начальники дивизии
- Мялковский Александр Иванович — с 15 февраля 1920 года по 18 апреля 1920 года[1]
- Матузенко Василий Иванович — с 18 апреля 1920 года по 9 мая 1920 года[1]
- Илюшин Александр Кузьмич — с 9 мая 1920 года по 18 мая 1920 года[1]

### Военкомы дивизии
- Гроздовский — с 15 февраля 1920 года по 3 марта 1920 года[1]
- Илюшин Александр Кузьмич — с 3 марта 1920 года по 18 мая 1920 года[1]

### Начальники штаба дивизии
- Макаренко Николай Михеевич — с 15 февраля 1920 года по 27 апреля 1920 года[1]
- Дашевский — с 27 апреля 1920 года по 18 мая 1920 года[1]